# Laurence Leboeuf
 (septembre 2010).
Si vous disposez d'ouvrages ou d'articles de référence ou si vous connaissez des sites web de qualité traitant du thème abordé ici, merci de compléter l'article en donnant les références utiles à sa vérifiabilité et en les liant à la section « Notes et références ».
Pour les articles homonymes, voir Leboeuf.
Laurence Leboeuf est une actrice canadienne, née le 13 décembre 1985 à Montréal.

## Biographie
Laurence Leboeuf est la fille de l'acteur Marcel Leboeuf et de l'actrice Diane Lavallée.
Dès l’âge de onze ans, elle fait ses premiers pas dans le métier dans la série télévisée, Virginie. En 2004, elle décide d’apprendre l’anglais et obtient rapidement un rôle dans la série télévisée 15/A ; son interprétation lui vaudra un prix Gemini. Depuis, Laurence Leboeuf alterne les rôles en anglais et en français dans des productions canadiennes et internationales. Depuis 2020, elle interprète Magalie Leblanc dans la série Transplantée (Transplant). 

### Engagement
Laurence Leboeuf s'est également engagée pour des causes humanitaires ou écologistes : une pétition demandant un moratoire sur l'exploitation des gaz de schiste au Québec, la construction de maisons au Salvador avec Habitat for Humanity, une collecte de fonds pour Centraide. Elle était en outre la porte-parole de la 43e édition de la Marche 2/3 d'Oxfam Québec.

## Filmographie

### Cinéma
- 2004 : L'Hôtel de l'avenir de Pavla Ustinov : une adolescente
- 2006 : Le Secret de ma mère de Ghyslaine Côté : Jeanne
- 2007 : Ma fille, mon ange : Angélique Ménard
- 2007 : Si j'étais toi de Vincent Perez : Amélia
- 2008 : Story of Jen de François Rotger : Jen
- 2008 : Phénomènes de Night Shyamalan : la fille sur le banc dans la scène d'ouverture
- 2009 : Les Pieds dans le vide de Mariloup Wolfe : Manu
- 2011 : French Immersion (en) de Kevin Tierney : Chantale Tremblay
- 2011 : Foreverland de Max McGuire : Hannah Crane
- 2012 : Le Torrent de Simon Lavoie : Amica
- 2012 : The Trouble with Cali (en) de Paul Sorvino : Cali Bluejones
- 2012 : Lac Mystère d'Erik Canuel : Kate
- 2013 : Dragons 3D : Skye Ingram
- 2014 : La Petite Reine d'Alexis Durand-Brault : Julie Arseneau
- 2015 : Turbo Kid de François Simard, Anouk Whissell et Yoann-Karl Whissell : Apple
- 2017 : Mother! de Darren Aronofsky : une jeune fille
- 2019 : Mont Foster de Louis Godbout : Chloé
- 2019 : Apapacho, une caresse pour l'âme de Marquise Lepage : Karine
- 2025 : Deux Femmes en or de Chloé Robichaud : Violette

### Télévision
- 1996 : Virginie : Évelyne Boivin
- 1998 : L'Ombre de l'épervier : Catherine Guité, 9 à 12 ans
- 2002 : Tag - L'Épilogue : Isabelle Jobin
- 2004-2006 : 15/A (15/Love) : Cody Meyers
- 2005 : Trafic d'innocence / Trafic humain (Human Trafficking) : Nadia
- 2007 : Alerte tsunamis (en) (Killer Wave) de Bruce McDonald (épisodes 1 et 2) : Tina
- 2007-2010 : Durham County : Sadie Sweene
- 2008 : Les Lavigueur, la vraie histoire : Louise Lavigueur
- 2009 : Flashpoint : Jessie Wyeth
- 2009-2010 : Les Vies rêvées d'Erica Strange (Being Erica) : Claire Leduc
- 2010 : Musée Eden : Florence Courval
- 2010-2014 : Trauma : Sophie Léveillée
- 2011 : Being Human : Céline
- 2014-2016 : 19-2 (adaptation anglophone) : Audrey Pouliot
- 2015-2017 : Marche à l'ombre : Rachel Marchand
- 2016 : Les Beaux Malaises : la fille
- 2018 : Le Jeu : Marianne Renaud
- 2020-2023 : Transplanté (Transplant) : Dre Magalie Leblanc
- 2021 : Les Beaux Malaises 2.0 : Sacha
- 2022 : Shoresy : elle-même
- 2022 : Three Pines : Julia Morrow

## Distinctions

### Prix
- Prix Jutra 2008 : Meilleure actrice de soutien pour le rôle d'Angélique Ménard dans Ma fille, mon ange
- Prix Gémeaux 2008 : Meilleure actrice dans une série dramatique pour Les Lavigueur, la vraie histoire.
- Prix Gémeaux 2010 : Meilleure actrice dans une série dramatique pour Musée Éden

### Nominations
- Prix Artis[Quand ?] : pour le rôle féminin[Lequel ?] dans une télésérie québécoise[Laquelle ?]
- Prix Gemini 2005 : meilleure actrice pour le rôle de Cody Myers dans 15/A
- Prix Gémeaux : pour le rôle d'Isabelle Jobin dans Tag - L'Épilogue
- Prix Gemini 2008 : meilleure actrice pour le rôle de Sadie Sweeney dans Durham County
- Prix Génie 2008 : meilleure actrice de soutien pour le rôle d'Angélique Ménard dans Ma fille, mon ange